# 터누 터니스테
터누 터니스테(에스토니아어: Tõnu Tõniste, 1967년 4월 26일~) 또는 티누 헤이노비치 티니스테(러시아어: Ты́ну Хе́йнович Ты́нисте)는 에스토니아의 요트 선수, 체육행정인, 기업인이다. 소련과 에스토니아 요트 국가대표로 활동했으며 1988년 하계 올림픽에서 470급 은메달을 획득했고 1992년 하계 올림픽에서 470급 동메달을 획득했다.

## 개인사
쌍둥이 형제인 토마스 터니스테 또한 요트 선수로 함께 에스토니아 470급 국가대표로 활동했다.